# My Little Pony
My Little Pony (dansk: Min Lille Pony) er et franchise af legetøj udviklet af Hasbro og designet af Bonnie Zacherle. Legetøjet, der kom til salg i 1983 primært rettet mod piger, består af små farverige plastik ponyer, blev populært i løbet af 1980'erne.
Legetøjet er blevet givet liv i animerede tv-serier, film og spil. My Little Pony er blevet relanceret af flere omgange siden sin begyndelse. Legetøjssamlere kalder disse relanceringer for generationer, hvor den første generation refererer til den første lancering i 83.
Alle My Little Pony legetøjs manke og hale, har syntetisk hår som kan børstes.[kilde mangler] På deres flank har ponyerne et tegn i form af et symbol. Udover de almindelige ponyer findes også fantasydyr såsom enhjørningsponyer, flyvende Pegasus-ponyer og søheste.

## TV og film

### Generation 1
Fra 1984 til 1987 kørte tv-serien My Little Pony.
Den 6. august 1986 kom den animerede spillefilm My Little Pony: The Movie i biograferne i USA, med stemmer som Rhea Perlman, Madeline Kahn, Tony Randall og Danny DeVito. På dansk kaldt My little pony filmen og vist i biograferne den 9. oktober samme år.
I 1992 kom en anden tv-serie med titlen My Little Pony Tales, der dog ikke havde det samme design som den tidligere serie.

### Generation 4
My Little Pony: Friendship is Magic fra 2010 på dansk My Little Pony: Venskab er ren magi, er skabt af Lauren Faust. Både tegnestil og humor er lidt anderledes end de tidligere generationer. Serien har fået et udbredt ældre publikum, mænd og kvinder, som følger serien der kalder sig selv Bronies og / eller pegasisters. Fjerde generations-legetøjsserien blev lanceret med McDonalds' Happy Meal i slutningen af december 2011, der indeholdt hovedpersonerne fra tv-serien. Figurene blev også lanceret i USA marts-april 2014.